# Apanteles lineodos
Apanteles lineodos är en stekelart som beskrevs av Cameron 1911. Apanteles lineodos ingår i släktet Apanteles och familjen bracksteklar. Inga underarter finns listade i Catalogue of Life.